# سندباد بغداد (مجلة)
مجلة سندباد بغداد هي مجلة عراقية فصلية تصدر عن دار ثقافة الأطفال، بوزارة الثقافة بالتَّعاون مع بعثة اللجنة الدُّولية للصليب الأحمر في العراق. صدر العدد الأول منها في عام 1998م، مشرف المجلة العامة التابعة لمجموعة قنوات كربلاء الفضائية ورئيس تحريرها هو علي الياسري. وتوجه إلى الأطفال من 8 إلى 16 سنة دون الإشارة إلى ذلك.
المقدمة في الصفحة الثالثة من المجلة بعنوان: «أيُّها الأصدقاء» موقعة باسم أسرة التحرير، وحسب مقدمة العدد 11 فإن المجلة قد صدرت أيضاً باللغة الكردية، ولا توجد بالمجلة شخصيات رئيسية ثابتة. تعتمد المجلة على قصص الكرتون حيث تنشر 8 صفحات من بين 32 صفحة ملونة ذات قطع 22×28 سم.
تعتمد المجلة على الثقافة العامة والأدب ونشر الشعر والقصص والأدب العالمي، إلى جوار التسالي: الرسم، التلوين، اختبار الملاحظة، المربعات السحرية، سين وجيم، لعبة الأرقام، القصص الكرتونية، ولا تزيد صفحات قسم التسالي في المجلة عن صفحتين. تُترجم القصص القصيرة وتُبسَّط من أعمال الأدب العالمي مثل مكسيم جوركي.
ليس للمجلة ملاحق، والمجلة تنشر صور القراء، ولا شعار لها. ليس هناك إشارة إلى سعر المجلة وتخلو من الإعلانات.

## الأبواب
- شبكة سندباد
- من أجلكم
- تحقيقات
- رياضة
- واحة الشعراء
- رسالة من الزمن البعيد
- علوم المرسم
- الأصدقاء
- تسلية
- موسوعة السندباد
- ساعي البريد
- من الأدب العالمي
- ثقافة
- كاريكاتير
- الواحة

## فريق العمل
مدير التحرير والإشراف الفني: رياض السالم
التصميم: نهى عبد العزيز وسهاد علي.

### الكُتَّاب
- جواد عبد الحسين
- شفيق مهدي
- وجدان عبد الحسين
- فوزي أشرم ترزي
- أنغام سعيد
- عبد الجبار عبد الله
- تغريد فاضل
- جليل خزعل
- صلاح محمد علي
- جعفر صادق
- عبد الإله عبد الرؤوف
- خالد حيدر
- ثريا عزيز
- بهية عبد الرضا
- صلاح محمد علي
- جعفر صادق
- زهير رسام

### الرسامون
- نزار فوزي
- أثير ساطع
- صباح عبد الحسين
- مصطفى طالب
- ختام حميد
- آلاء علي
- مهيمن سامي
- ضياء الحجار
- جاسم محمد
- إيناس عبد الله
- طالب مكي
- حنان شفيق
- علاء كاظم
- أصيل داوود
- طه عليوي